# イースタン・パーク
イースタン・パーク（Eastern Park）は、アメリカ合衆国ニューヨーク市ブルックリン区にかつて存在した野球場。

## 歴史
1890年、プレイヤーズ・リーグのブルックリン・ワンダーズの本拠地として開場。プレイヤーズ・リーグはその年限りで解散し、ワンダーズも消滅したが、代わって翌年からはナショナルリーグのブルックリン・グルームス（現ロサンゼルス・ドジャース）の本拠地となった。グルームス（1896年からブライドグルームス）は1897年までイースタン・パークでプレイし、翌年にワシントン・パークへ移転した。